# Bolesław Nidziński
Bolesław Nidziński (ur. 3 kwietnia 1915 w Zakruczu, zm. 26 lipca 1995) – kapral Wojska Polskiego II RP, obrońca Westerplatte, odznaczony Orderem Virtuti Militari.

## Życiorys
Ukończył 5-klasową szkołę podstawową w Małogoszczu. Przed powołaniem do służby wojskowej pracował jako pomocnik u szewca. 
W latach 1938/1939 odbywał zasadniczą służbę wojskową w 4 pułku piechoty w Kielcach. Do składnicy na Westerplatte trafił 17 marca 1939 w stopniu starszego legionisty, 1 lipca 1939 awansowany na stopień kaprala. W czasie Obrony Westerplatte celowniczy w wartowni nr 3. W czasie walk został ranny. 
Po kapitulacji Westerplatte trafił do niewoli w Prusach Wschodnich, gdzie wykonywał różne prace w gospodarstwach rolnych. W 1942 trafił do szpitala jenieckiego gdzie był operowany na zapalenie wyrostka robaczkowego. Po wojnie w marcu 1945 wrócił do rodzinnego Zakrucza z narzeczoną, którą niedługo poślubił. 
W latach powojennych pracował jako szewc w zakładzie produkcyjnym w Małogoszczu. Stopień ppor. w stanie spoczynku z pełnym umundurowaniem oficerskim otrzymał dopiero w 1990. Zmarł nagle 26 lipca 1995. Pochowany na cmentarzu parafialnym w Małogoszczu.
27 października 2023 roku w Szkole Podstawowej w Małogoszczu z inicjatywy Stowarzyszenia Lokalni Patrioci z Kozłowa odsłonięto tablicę pamiątkową dla Bolesława Nidzińskiego. 

## Odznaczenia
- Medal „Za udział w wojnie obronnej 1939”
- Odznaka honorowa "Za zasługi dla Miasta Gdańska"
- Krzyż Oficerski Orderu Odrodzenia Polski
- Medal "Za zasługi dla Kielecczyzny"
- Srebrny Krzyż Orderu VM